# Ženijní vojsko

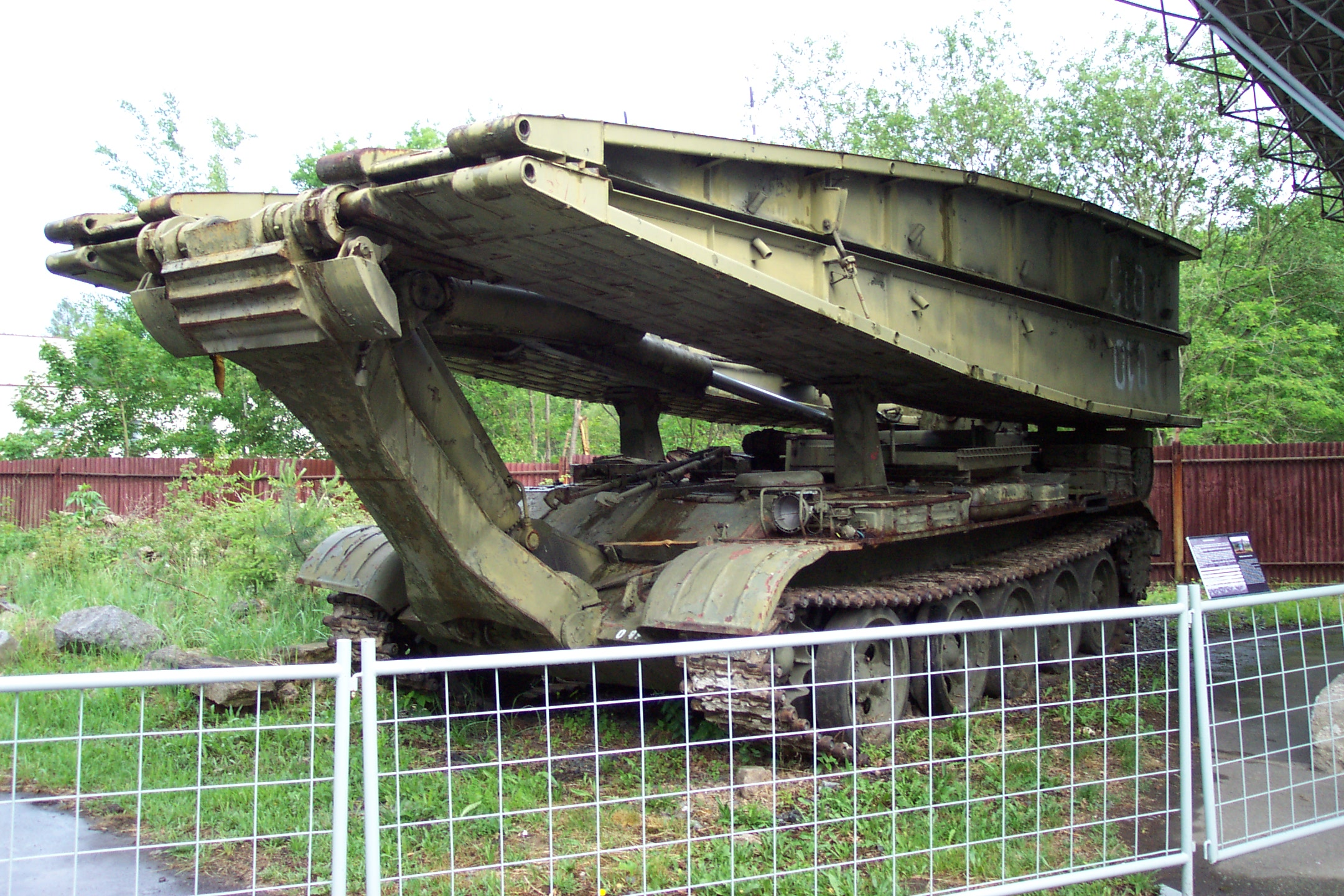
Mobilní ženijní most

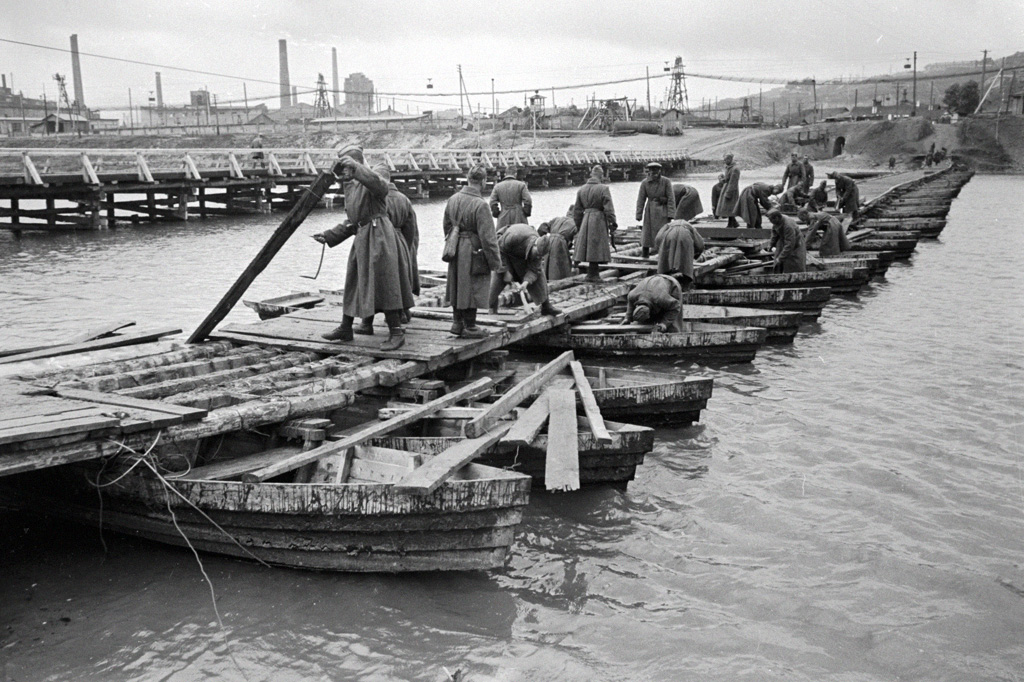
Oleg Knorring: Ženijní bojové jednotky staví most, 1. srpna 1943, archiv RIA Novosti

Ženijní vojsko je součástí pravidelných armádních sil, vojáci sloužící u tohoto druhu vojska jsou označováni jako ženisté (historicky sapéři [z francouzštiny, tak i v mnoha jiných jazycích]). Toto vojsko je specializované na plnění zvláštních pozemních úkolů pomocí speciální, tzv. ženijní techniky. Ženijní vojsko není určeno pro přímé vedení boje, ale k zajištění technických prostředků a staveb podporující nebo umožňující činnost bojových jednotek.

## Úkoly vojska
Mezi úkoly ženijního vojska patří instalace vlastních a odstraňování nepřátelských zátarasů, ničení nepřátelských krytů a opevnění provozně nebo strategicky nevhodných pro využití vlastními bojovými silami, dále zřizování dopravních, přesunových a zásobovacích cest dočasného (provizorního) nebo havarijního charakteru rychle vystavitelných, jako jsou například pontonové mosty a plavidlová přeprava přes vodní toky. K činnosti vojska patří i opevňovací práce důležitých objektů.
Hlavní úkoly jednotek ženijního vojska lze rozdělit na dvě základní oblasti, které se však navzájem prolínají:
- První oblast ženijní bojová podpora v sobě zahrnuje úkoly a opatření zabezpečující vlastní mobilitu vojsk, tedy vojsk, jež podporují. Sem lze zařadit činnosti jako odstraňování nepřátelských zátarasů (minová pole či nevýbušné zátarasy, závaly, barikády, blokády a stromové záseky). Dále zřizování, opravy a údržba silnic a cest, zřizování různých typů přepravišť, jako mosty na pevných či plovoucích podpěrách, podvodní či brodová přepraviště.
- Dále úkoly a opatření snižující mobilitu nepřítele tedy: ničení mostů, komunikací a silničních objektů, pokládání minových polí, ničení domů, zřizování stromových záseků, soustav nevýbušných zátarasů, nástražných min a podobně.
- Úkoly zabezpečení bojeschopnosti vojsk jsou třetí oblastí bojové ženijní podpory. Sem patří činnosti související s opevňováním vlastních vojsk, budování okopů, krytů, opevněných skladů munice, výstavba základen při hrozbě nenadálého napadení nepřítelem.
- Úkoly všeobecné ženijní podpory v sobě zahrnují množství variabilních činností, z nichž jmenujme budování přístavů, letišť, opravy letišť, maskování, klamání, přímá bojová podpora (nasazení ženistů jako jednotek mechanizovaných) apod.

## Činnost vojska
Ženijní vojsko plní úkoly samostatně nebo v součinnosti s jinými druhy vojsk. V dobách míru plní úkoly spojené s civilní ochranou a pomoci při katastrofách přírodního nebo jiného charakteru.